# Nationalmuseum Chiang Mai

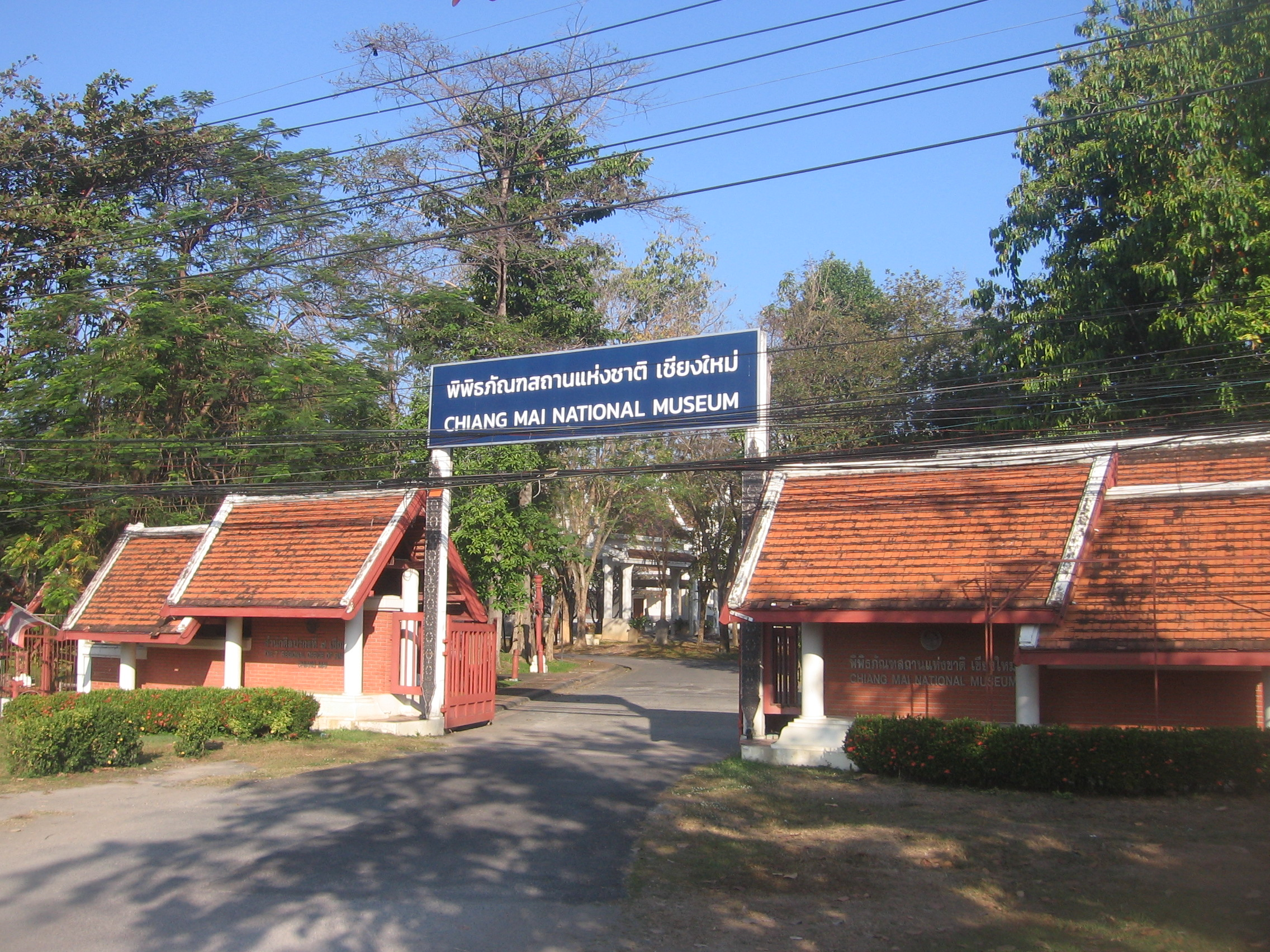
Eingang zum Nationalmuseum Chiang Mai

Das Nationalmuseum Chiang Mai ist eines der mehr als 40 Nationalmuseen in Thailand.

## Lage
Das Museum liegt im Landkreis (Amphoe) Mueang Chiang Mai der Provinzhauptstadt Chiang Mai in der Nordregion von Thailand. Es liegt nördlich außerhalb der Altstadt am so genannten Chiang Mai-Lampang Superhighway (Nationalstraße 11).

## Geschichte
Das Museums-Gebäude wurde im Jahr 1972 im lokalen Lan-Na-Stil errichtet. Am 6. Februar 1973 eröffneten König Bhumibol und Königin Sirikit offiziell das „Haupt-Museum der Nordregion“. Aus Anlass des 60-jährigen Thronjubiläums von König Bhumibol sowie der 700-Jahr-Feier der Gründung Chiang Mais wurde das Gebäude 1996 renoviert und vergrößert.

## Sammlungen
- Erdgeschoss: neben der Eingangshalle und einem großen Auditorium gibt es hier drei Räume mit den folgenden Sammlungen:
  - 1.) Der natürliche und kulturelle Hintergrund des Lan Na-Königreiches, unterteilt in Geologie, Ökologie, Geographie und prähistorischen Siedlungen.
  - 2.) Die Geschichte des Lan Na-Königreiches – mit einer Stein-Stele, die im Wat Chiang Man gefunden wurde und die auf das Jahr 1581 datiert werden kann. Auf dieser Stele ist die Gründung von Chiang Mai beschrieben. Weiterhin gibt es buddhistische Opfergaben aus dem 15. bis 18. Jahrhundert und Buddha-Statuen verschiedener Größen. Keramiken aus dem 14. Jahrhundert, die sowohl aus Sawankhalok wie auch aus lokalen Brennöfen stammen sind zu sehen. Passend dazu sind im Garten vor dem Gebäude zwei historische Brennöfen ausgestellt.
  - 3.) Die Geschichte der Könige von Chiang Mai und ihre Beziehungen zum siamesischen Hof – sehenswert sind hier historische Waffen, Kleidung und historische Fotos. Außerdem gibt es einen hölzernen Thron aus dem 18. Jahrhundert, der mit Glasmosaiken und Vergoldungen verziert ist, eine Sänfte und einen Howdah (Sitz, der auf dem Rücken eines Elefanten befestigt wird) mit Elfenbein-Intarsien. Schönstes Ausstellungsstück ist ein etwa zwei Meter hoher Fußabdruck Buddhas aus Holz, der mit Perlmutt-Intarsien kunstvoll verziert ist. Er kann auf das Jahr 1726 datiert werden.[1][2]
- Erstes Stockwerk – hier gibt es drei weitere Räume mit diesen Sammlungen:
  - 4.) Handel in Lan Na zwischen 1782 und 1932 – zahlreiche historische Fotos und Schrifttafeln erläutern den Bau der thailändischen Eisenbahnlinie nach Chiang Mai. Weitere Unterabteilung behandeln den Handel und die Forstindustrie.
  - 5.) Landwirtschaft und industrielle Entwicklung in Nordthailand – viele historische Werkzeuge sind ausgestellt, zum Beispiel ein Spinnrad, ein Webstuhl und Fischnetze und -reusen. Weiterhin zu sehen sind Zahlungsmittel vergangener Zeiten, wie zum Beispiel Kaurigeld. Zuletzt wird die Entwicklung der Medizin und der schulischen Erziehung im Norden dargestellt.
  - 6.) Die Geschichte der Kunst Lan Nas von der Dvaravati-Periode bis heute – zu den Ausstellungsstücken zählen hier Terrakotta-Figuren aus dem 12. Jahrhundert, ein 180 cm hoher Kopf einer Buddha-Statue aus Bronze aus dem 15. Jahrhundert, hölzerne Kandelaber und viele weitere Buddha-Statuen verschiedener Größen aus Holz, Sandstein oder Bronze.